# Distrito de Delémont
El distrito de Delémont (en francés district de Delémont; en alemán Bezirk Delsberg) es uno de los tres distritos del cantón del Jura. Su capital es la comuna de Delémont.

## Geografía
El distrito de Arlesheim limita al norte con el departamento de Alto Rin (FRA-A) y el distrito de Laufen (BL), al noreste con el distrito de Thierstein (SO), al sureste con el distrito de Thal (SO), al sur con Jura bernés (BE), al suroeste con el distrito de Franches-Montagnes, y al noroeste con el de Porrentruy.

## Historia
Bailía o señoría del Obispado de Basilea de 1271/1278 a 1792, distrito y luego cantón del departamento francés del Mont-Terrible (1793-1800), arrondissement del departamento del Alto Rin (1800-1813), bailía (1815-1831), y luego distrito bernés (1831-1978), distrito del cantón del Jura desde 1979. Su territorio engloba todo el valle de Delémont, comprendido entre las dos cadenas del Jura, separadas por la Birse.
En la Edad Media, el país de la Sorne dependía de los duques de Alsacia. La región comprendía el valle de Delémont y el territorio del futuro prebostazgo de Moutier-Grandval. Formaba un confesionario tenido sucesivamente por los condes de Alsacia, de Eguisheim, de Soyhières y de Ferrette. Los regentes, nombrados por el obispo de Basilea, señor feudal desde la donación en 999, eran investidos por el confesor. Delémont pasa definitivamente bajo la jurisdicción temporal del obispo según los acuerdos de 1271 y 1278 con el conde de Ferrette. De la señoría de Delémont dependía también la cortina de Bellelay. El castellano o gran bailío de Delémont tenía dos lugartenientes, uno para la ciudad y el valle, y otro para el prebostazgo de Moutier-Grandval, ligado administrativamente a la bailía de Delémont. 
Militarmente toda la región batía la misma bandera, aunque el valle de Delémont tenía instituciones distintas a las de la ciudad de Delémont. La primera mención de los trece Pueblos Francos o Francs villages (Bassecourt, Boécourt, Bourrignon, Courfaivre, Courroux, Courtételle, Develier, Glovelier, Movelier-Pleigne, Rebeuvilier, Roggenburg, Undervelier y Vicques) del valle data de 1382, en un rol que confirmaba las costumbres en vigor. Un acta de 1430 precisa los derechos y obligaciones del obispo y de sus sujetos. El rol escrito en 1562 fue puesto en práctica hasta el fin del Antiguo Régimen. La bailía tenía veinte alcaldes e igual número de parroquias, las cuales dependían del cabildo rural de Salignon, uno de los deanatos o decanatos de la diócesis de Basilea. De 1407 a 1580, un tratado de comburguesía acercó la ciudad y el valle de Delémont con Basilea.
Tras la anexión de la efímera república rauraciena a Francia en 1793, la bailía de Delémont fue trasformada en distrito (hasta 1795), y luego en cantón del departamento del Monte Terrible, para finalmente pasar a ser arrondissement del departamento del Rin Alto (1800-1813). De 1798 a 1814, englobó la parte helvética del antiguo obispado de Basilea. El arrondissement tenía cinco cantones (franceses), Laufen, Delémont, Moutier, Courtelary y Biel-Bienne. De 1815 a 1846, la bailía y luego distrito de Delémont incluía el Laufonés. En 1831, el baile fue remplazado por un prefecto y un presidente de tribunal. 
El 23 de junio de 1974, tras el primer plebiscito, el distrito se pronunció a favor de la creación del cantón del Jura por 11.070 votos contra 2948. Solo tres comunas de las veintitrés votaron no: Ederswiler, Rebévelier y Roggenburg. Rebévelier fue anexada al distrito de Moutier, Roggenburg al de Lafen. Ederswiler, en aquella época sin frontera común con Laufen, tuvo que aceptar entrar en el nuevo cantón, siendo la única comuna de habla alemana del cantón. En septiembre de 1975, tras el tercer plebiscito, las seis comunas del valle de Delémont (Châtillon, Corban, Courchapoix, Courrendlin, Mervelier y Rossemaison) que habían hecho parte tradicionalmente del prebostazgo de Moutier-Grandval, y por consecuente del distrito de Moutier, decidieron pasarse al distrito de Delémont. De 1976 a 1996, el distrito tuvo 27 comunas. La vigésimo octava, Vellerat, se unió a Delémont el 1 de julio de 1996, luego de un largo proceso terminado por el voto del pueblo suizo el 10 de marzo de 1996.

## Comunas
| Distrito de Delémont | Distrito de Delémont   | Distrito de Delémont |
| Comunas              | Población (31.12.2014) | Superficie km²       |
| -------------------- | ---------------------- | -------------------- |
| Boécourt             | 891                    | 12.35                |
| Bourrignon           | 263                    | 13.55                |
| Châtillon            | 468                    | 5.31                 |
| Corban               | 465                    | 7.85                 |
| Courchapoix          | 429                    | 6.39                 |
| Courrendlin          | 2742                   | 11.08                |
| Courroux             | 3149                   | 19.74                |
| Courtételle          | 2524                   | 13.57                |
| Delémont             | 12 485                 | 21.99                |
| Develier             | 1413                   | 12.47                |
| Ederswiler           | 115                    | 3.31                 |
| Haute-Sorne          | 6892                   | 80.99                |
| Mervelier            | 522                    | 9.77                 |
| Mettembert           | 105                    | 2.32                 |
| Movelier             | 382                    | 8.08                 |
| Pleigne              | 359                    | 17.83                |
| Rebeuvelier          | 393                    | 8.41                 |
| Rossemaison          | 593                    | 1.89                 |
| Saulcy               | 262                    | 7.86                 |
| Soyhières            | 495                    | 7.50                 |
| Val Terbi            | 2638                   | 38.86                |
| Vellerat             | 75                     | 2.04                 |
| Total (22)           | 37 660                 | 303.10               |

## Cambio en las comunas

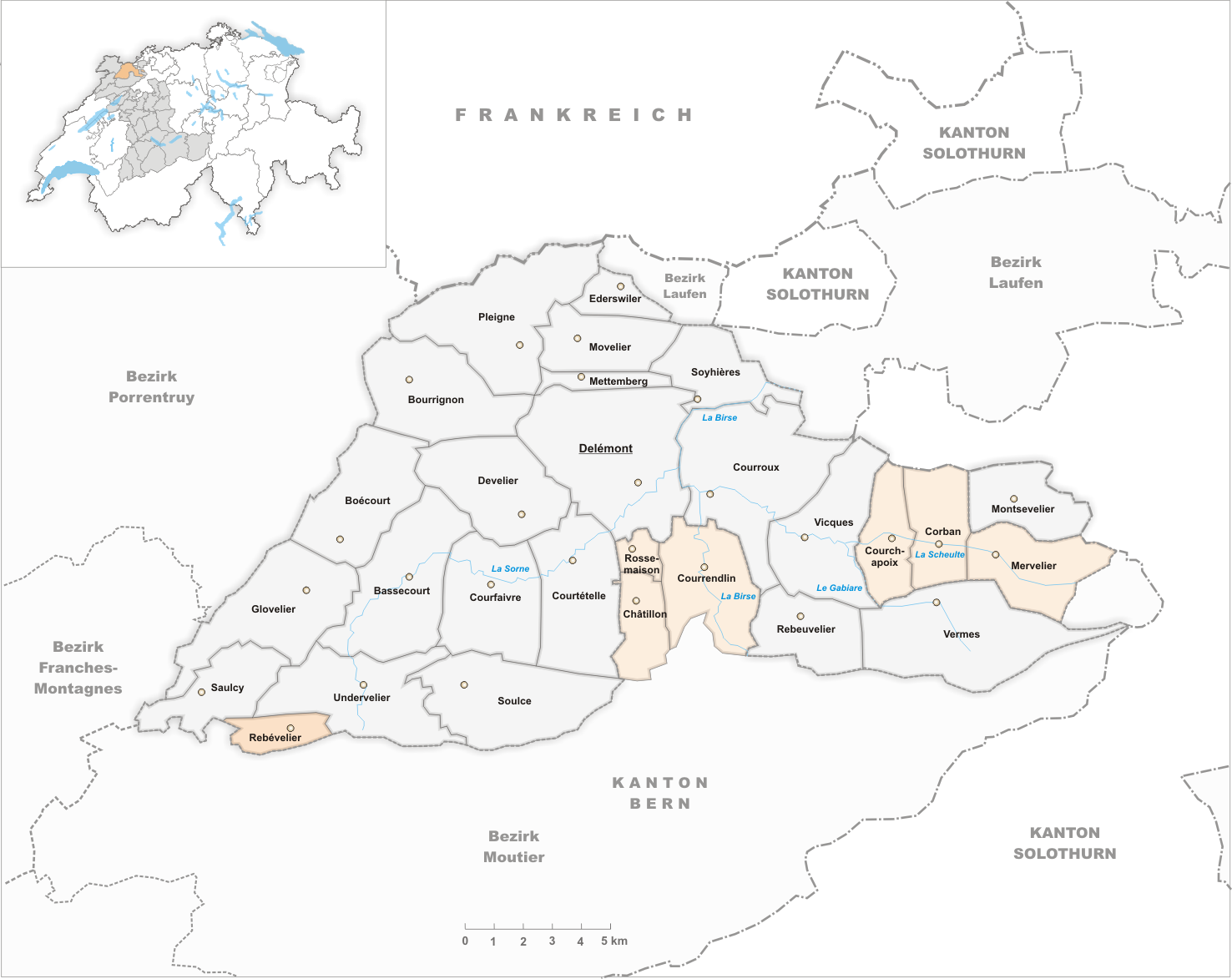
Comunas hasta 1975
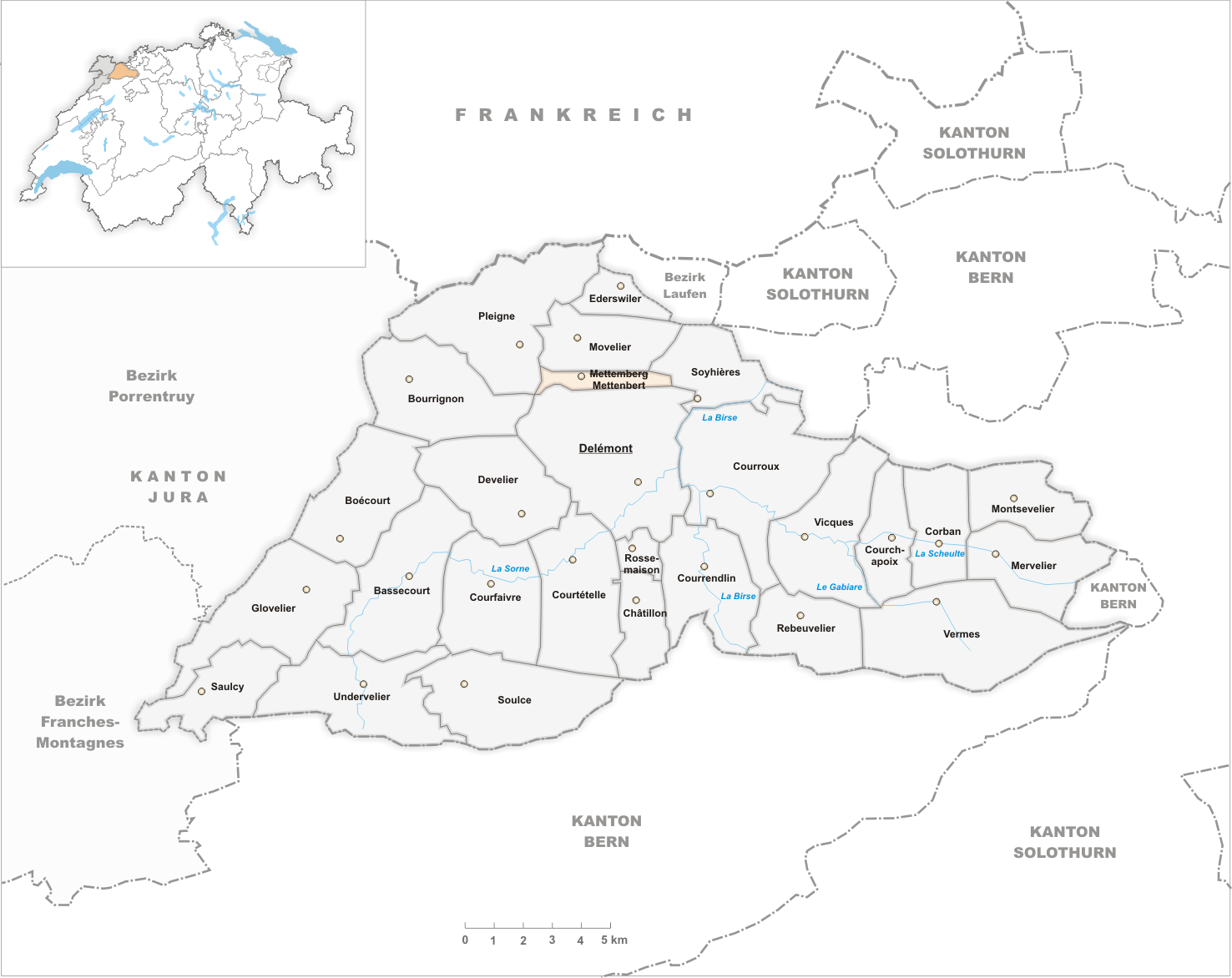
Comunas hasta 1983
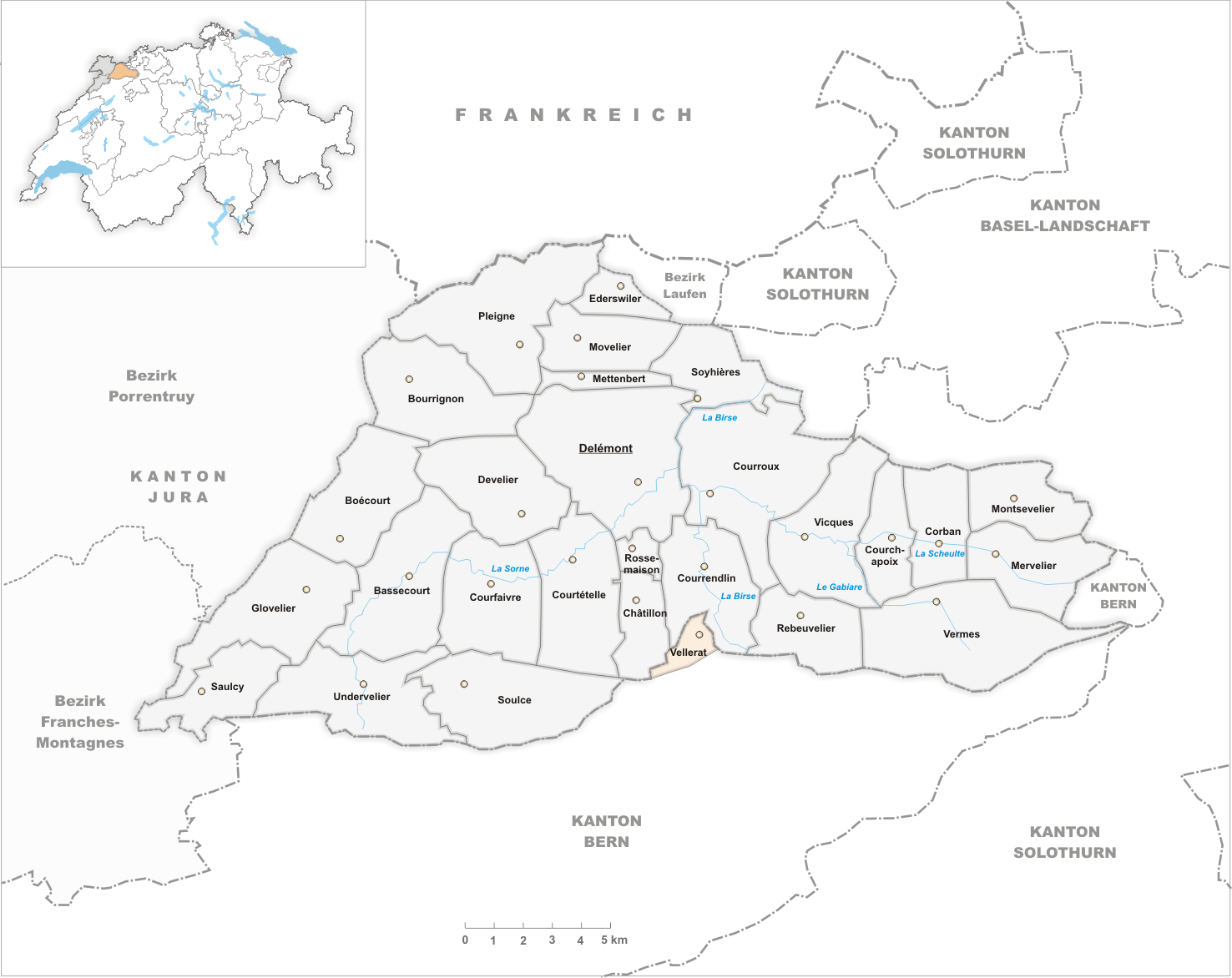
Comunas hasta 1995
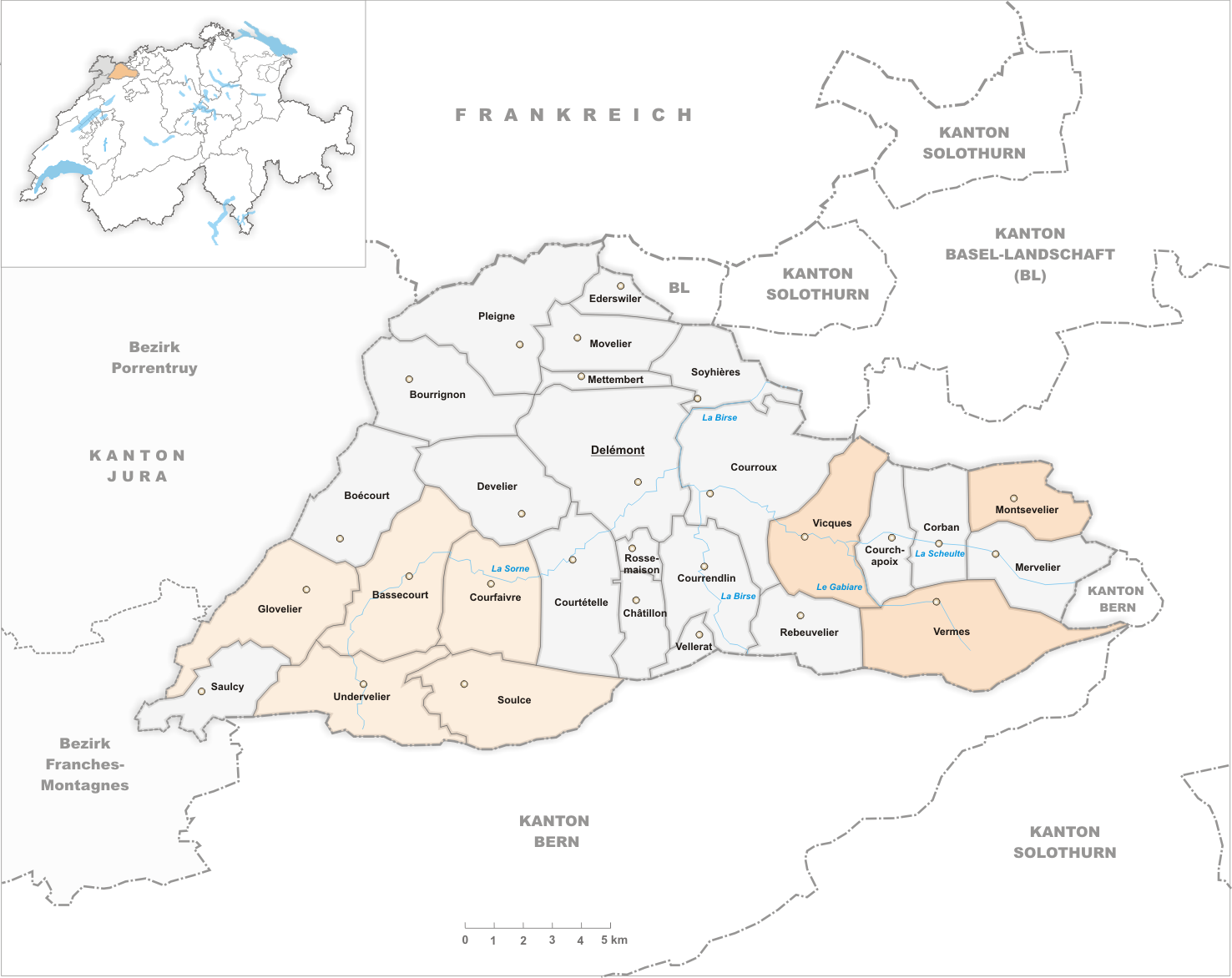
Comunas hasta 2012

- 1976:
  - Rebévelier: cambio de distrito de Delémont  →  distrito de Moutier
  - Cambio de distrito de Châtillon, Corban, Courchapoix, Courrendlin, Mervelier y Rossemaison del distrito de Moutier  →  distrito de Delémont

- 1979: Cambio de cantón del cantón de Berna  →  cantón del Jura

- 1984: Cambio de nombre de Mettemberg  → Mettembert

- 1996: Cambio de cantón y distrito de Vellerat del cantón de Berna y distrito de Moutier →  cantón del Jura en el distrito de Delémont

- 2013: 
  - Fusión Bassecourt, Courfaivre, Glovelier, Soulce y Undervelier  →  Haute-Sorne
  - Fusión Montsevelier, Vermes y Vicques  →  Val Terbi